# 지옥의 일요일
지옥의 일요일(Year Of The Gun)은 미국에서 제작된 존 프랑켄하이머 감독의 1991년 스릴러, 액션, 멜로/로맨스 영화이다. 앤드류 맥카시 등이 주연으로 출연하였고 에드워드 R. 프레스만 등이 제작에 참여하였다.

## 출연

### 주연
- 앤드류 맥카시
- 발레리아 골리노
- 샤론 스톤

### 조연
- 존 팬코우
- 마탸 스브라지아

## 제작진
- 원작자: 마이클 뮤쇼우
- Line PD: 로버트 L. 로즌
- 미술: 오렐리오 크루그놀라
- 의상: 레이 서머스
- 영화사: A John Frankenheimer Film
- 영화사: An Edward R. Pressman Producti
- 영화사: Production In Association with
- 배역: 루이스 디지아이모
- 배역: 프란체스코 시니어리